# Liudmila Pinaeva
Liudmila Iosifovna Pinaeva (rusă Людмила Иосифовна Пинаева-Хведосюк, născută Hvedosiuk; n. 14 ianuarie 1936, Krasnoye Selo⁠(d), RSFS Rusă, URSS) este o fostă canoistă sovietică.
A concurat la Jocurile Olimpice de Vară din 1964, 1968 și 1972 și a câștigat patru medalii, trei de aur și una de bronz. A câștigat, de asemenea, zece medalii la campionatele mondiale, din care șapte medalii de aur (K-1 500 m: 1966, 1970, 1971; K-4 500 m: 1963, 1966, 1971, 1973) și trei medalii de argint (K-1 500 m: 1963, K-2 500 m: 1963, 1973).

## Alte activități
A absolvit în 1963 Școala superioară de antrenori la Universitatea Națională de Stat de Educație Fizică, Sport și Sănătate P.F. Lesgaft⁠(d) din Leningrad.
După terminarea carierei sale sportive, Lyudmila Pinaeva a lucrat în organizațiile sportive ale orașului Sankt Petersburg. Este membră a Uniunii sportivilor din Petersburg și participă în mod activ la lucrări. Participă, de asemenea, în mod constant la întâlnirile din „Clubul campionilor faimoși” din Sankt Petersburg.

## Distincții
- Ordinul Lenin (1972)[4]
- | Ordinul Steagul Roșu al Muncii
- Ordinul „Insigna de Onoare”[5]

## Legături externe
Materiale media legate de Liudmila Pinaeva la Wikimedia Commons
- en Liudmila Pinaeva la Olympedia.org
- de  Die Weltmeisterschaftsergebnisse auf Sport-Komplett
- de  Die Europameisterschaftsergebnisse auf Sport-Komplett